# Indrek Hirv
Indrek Hirv (nascido a 15 de dezembro de 1956 em Kohila) é um poeta, tradutor e artista estoniano.
Em 1981 ele formou-se no Instituto de Arte da RSS da Estónia, tendo estudado cerâmica.
Em 1988 ele fundou o Konrad Mägi Studio da Associação de Arte de Tartu, sendo também o primeiro diretor deste estúdio.
Desde 1985 é membro da União de Artistas da Estónia e, desde 1991, da União de Escritores da Estónia.

## Obras
- 1980: colecção de poesia "Uneraev"
- 2012: colecção de poesia "Tiivavalu"
- 2016: colecção de poesia "Toomemägi on Emajõgi"